# Mark Antokolsky
Mark Antokolsky (2. listopadu 1840 Vilnius – 14. července 1902 Frankfurt nad Mohanem) byl litevský sochař židovského původu.

## Život
Narodil se v chudé židovské rodině v litevském Vilniusu, v městské části Antokol, v době, kdy Litva byla součástí Ruského impéria. Studoval v chederu, poté se učil galanteristou, ale přešel k řezbářství. V řezbářské dílně byl objeven jeho umělecký talent. Studoval na Carské akademii umění v Petrohradě (1862–1868). Řada jeho soch z rané tvorby měla židovskou tematiku (Nathan Moudrý, Útok inkvizice na Židy, Talmudská debata, Židovský krejčí). V letech 1868–1870 žil v Berlíně. Zde vytvořil sochu Ivana Hrozného (1870), první dílo s ruskou tematikou, která byla zakoupena pro Ermitáž ruským carem Alexandrem II., což vyřešilo Antokolského finanční potíže. Použil vydělaných 4000 rublů za Ivana Hrozného na koupi poloviny velkého domu ve Vilniusu, jehož druhá část patřila jeho manželce. V roce 1871 se Antokolsky přestěhoval do Itálie. Během letních prázdnin se každoročně vracel do rodného Vilniusu, kde vytvořil i některá známá díla, a kde se hlavně věnoval úpravám a dostavbě domu. Pro Vilnius připravil též pomník Kateřiny II. V Římě dokončil v roce 1872 mramorovou sochu Petra Velikého pro palác Peterhof. Mezinárodní slávu získal zvláště na Světové výstavě v Paříži v roce 1878. Poté na něj však ruský nacionalistický tisk zahájil útok s tím, že jako Žid nemá právo zobrazovat hrdiny ruských dějin nebo Ježíše. Jeho úspěch přičítali nacionalisté vlivu židovských bankéřů, hlavně barona Horace Guenzberga. Na obranu Antokolského vystoupil spisovatel Ivan Sergejevič Turgeněv a umělecký kritik Vladimir Vasiljevič Stasov. Antokolského však antisemitské útoky těžce zasáhly a plný hořkosti opustil natrvalo Rusko. V roce 1880 se usadil v Paříži, kde zůstal až do konce svého života, kromě období stráveného u jezera Maggiore v severní Itálii. V Paříži žil značně izolovaně, vytvořil zde díla jako Spinoza (1881), Mefistofeles (1884), Jaroslav Moudrý (1889), Kronikář Nestor (1889) a Jermak Timofjevič (1891). Antokolski napsal mnoho esejů o uměleckých problémech a autobiografii, která vyšla v ruském měsíčníku Vestnik Jevropy. Zemřel ve Frankfurtu, pohřben byl v Petrohradě.

## Galerie

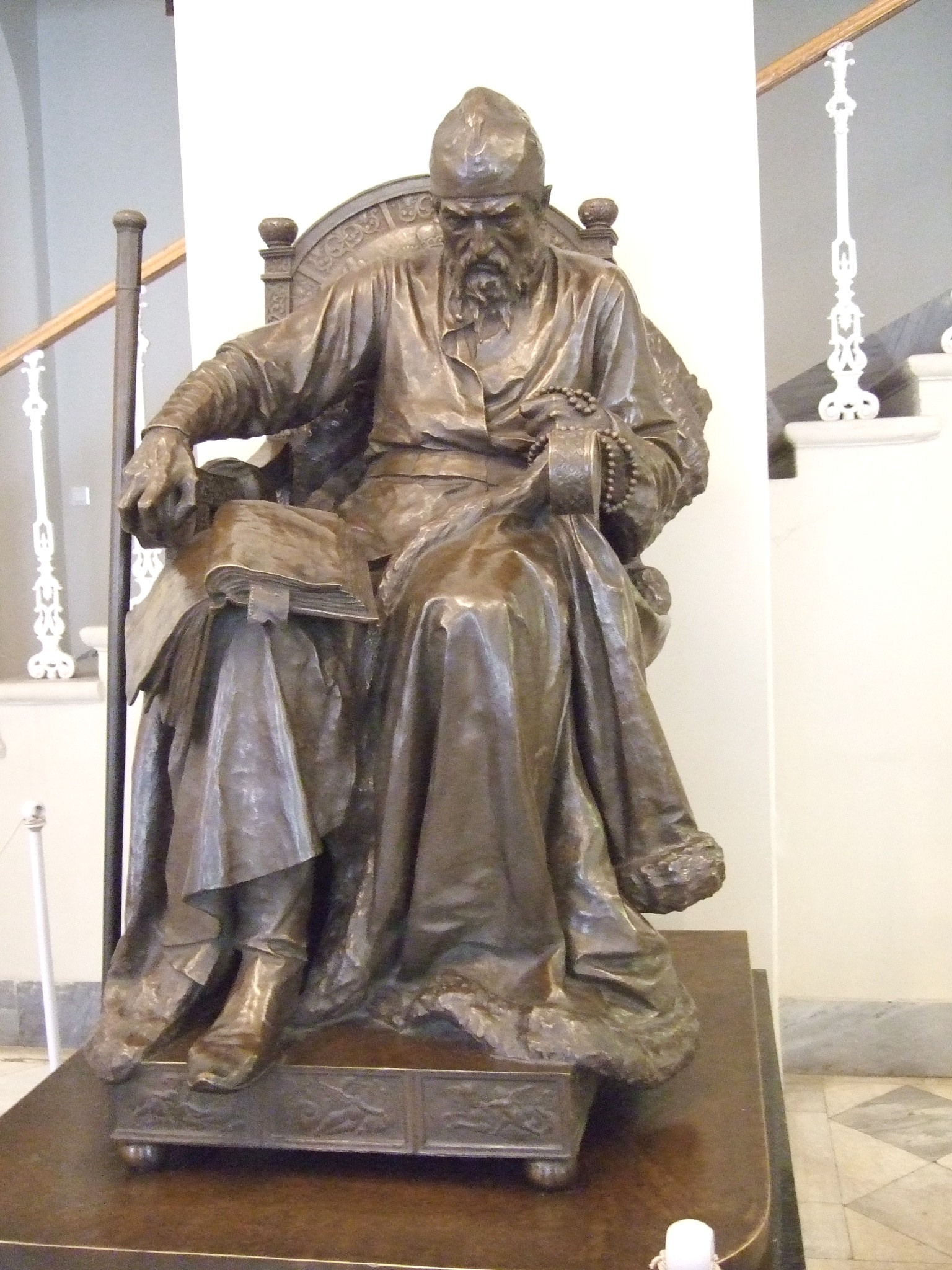
Ivan Hrozný, 1871
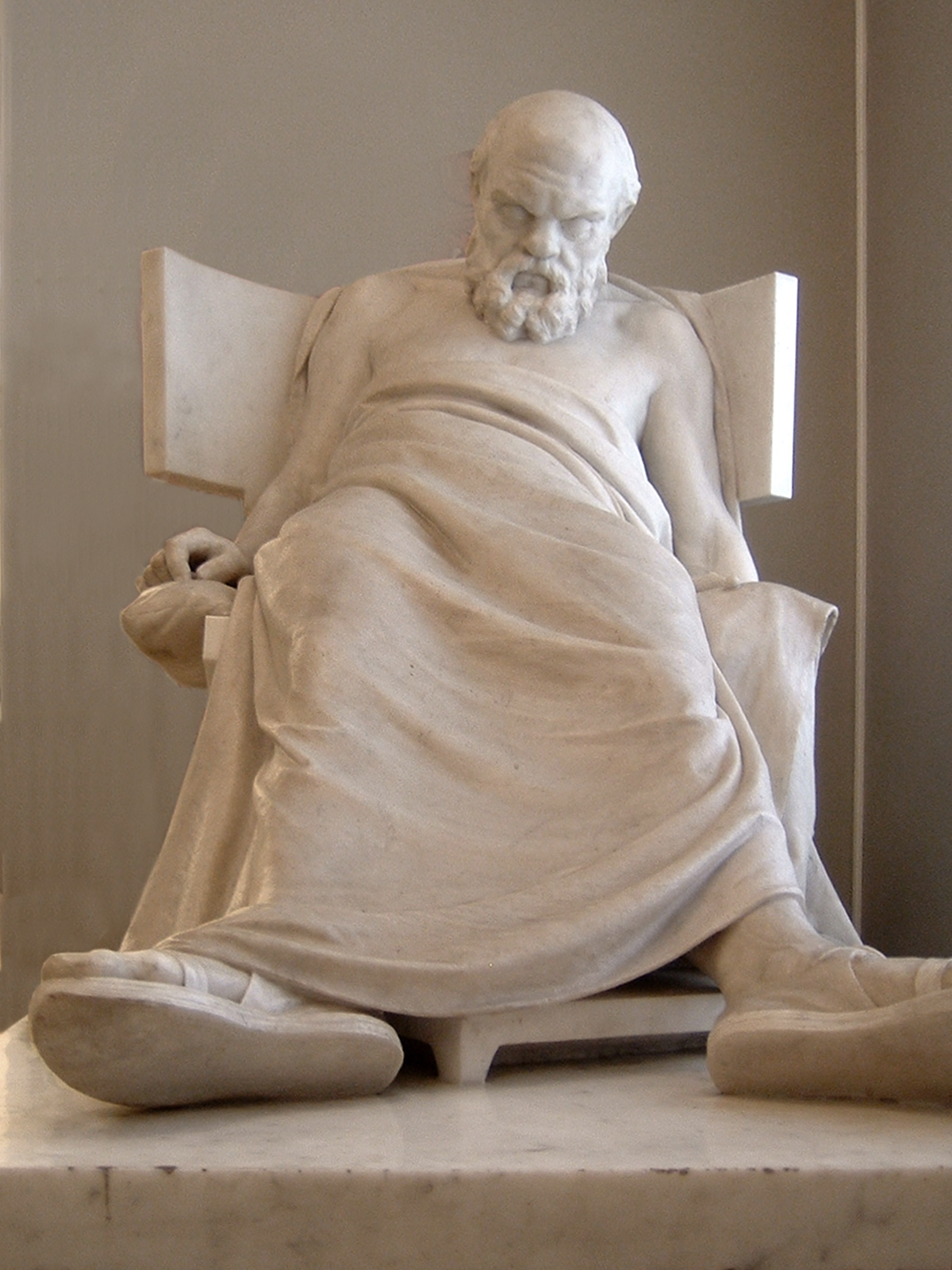
Death of Socrates, 1875
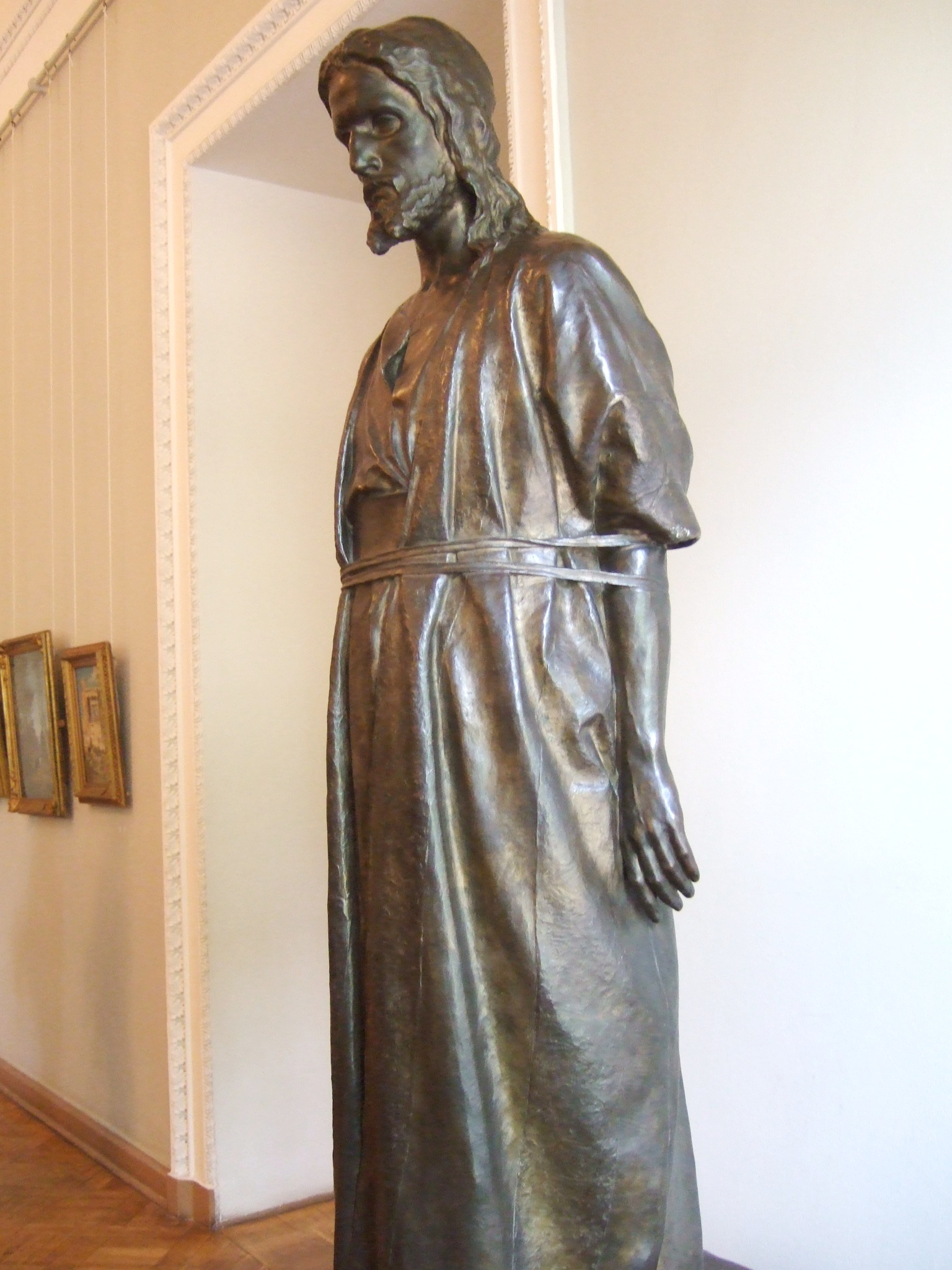
Christ before the people, 1878
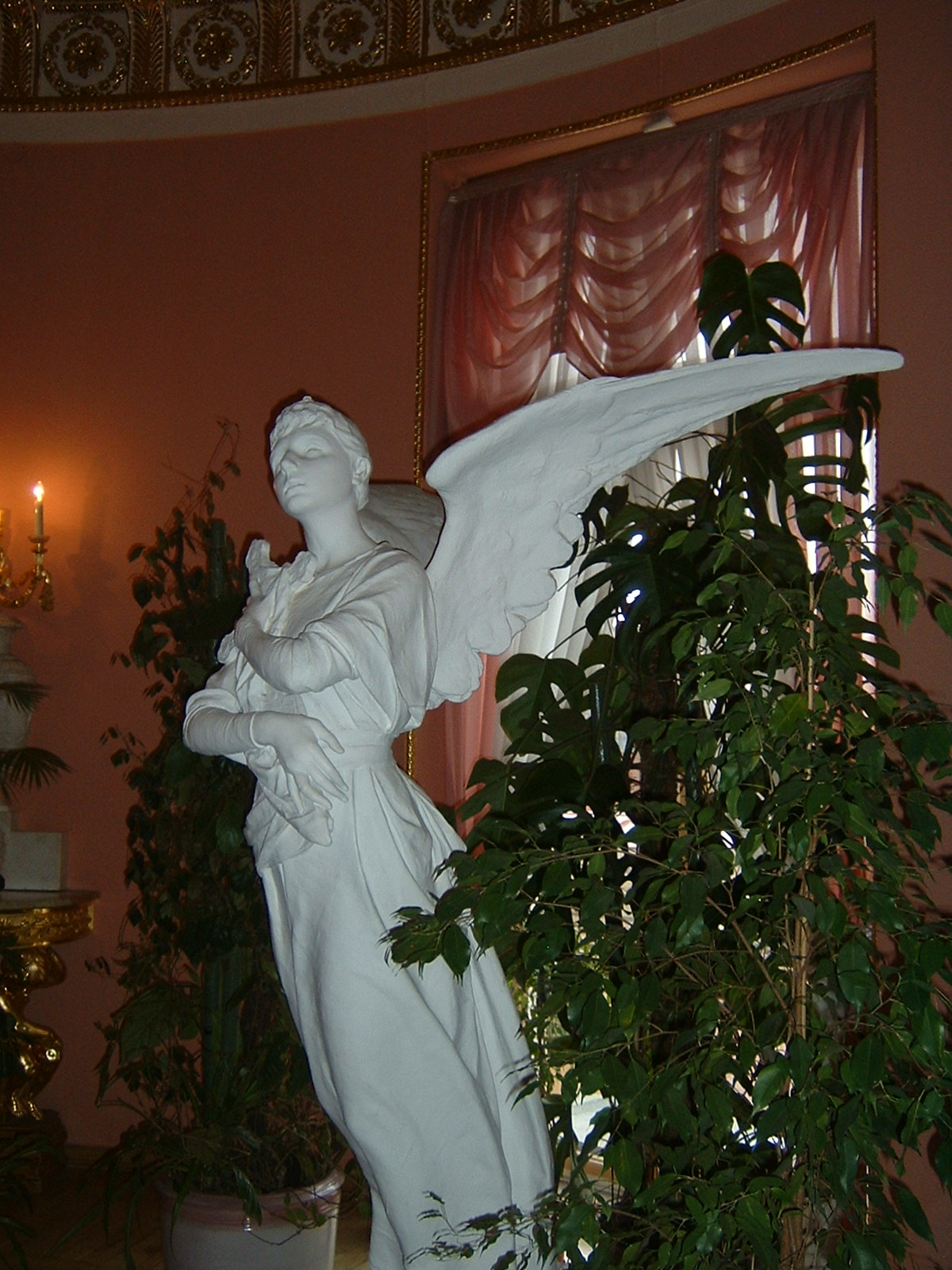
Anděl
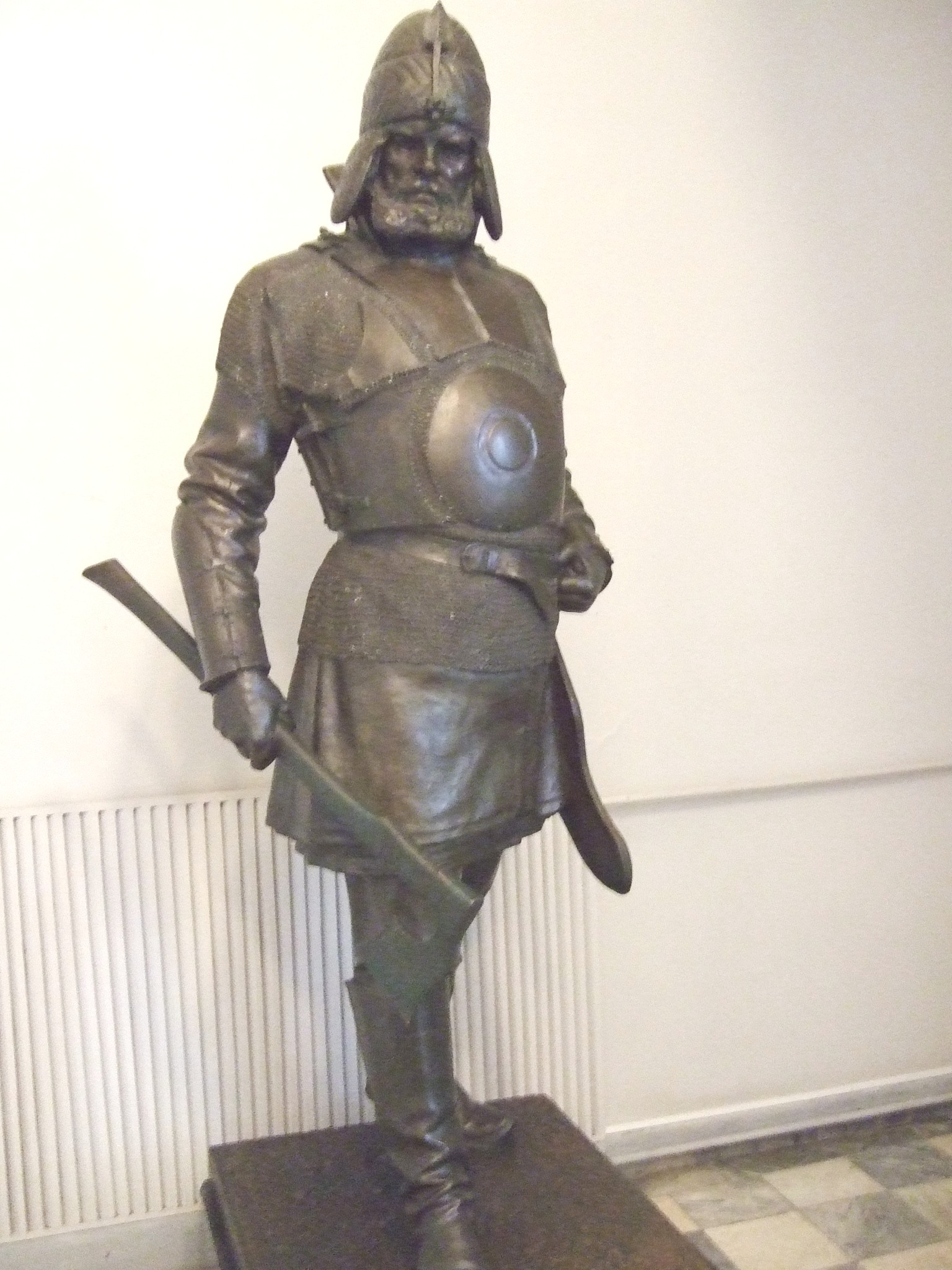
Jermak Timofejevič
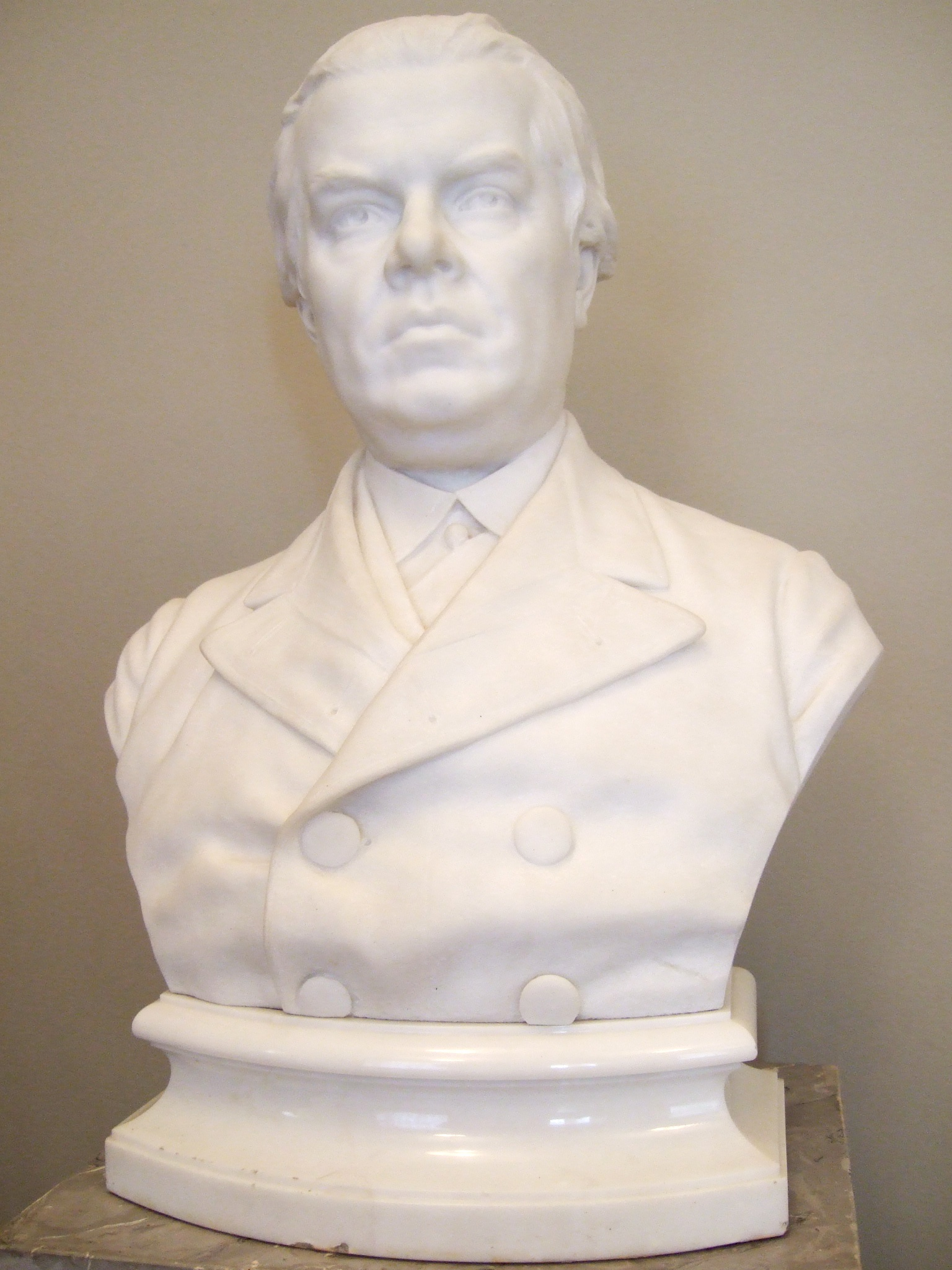
Alexander Polovcov, 1880s
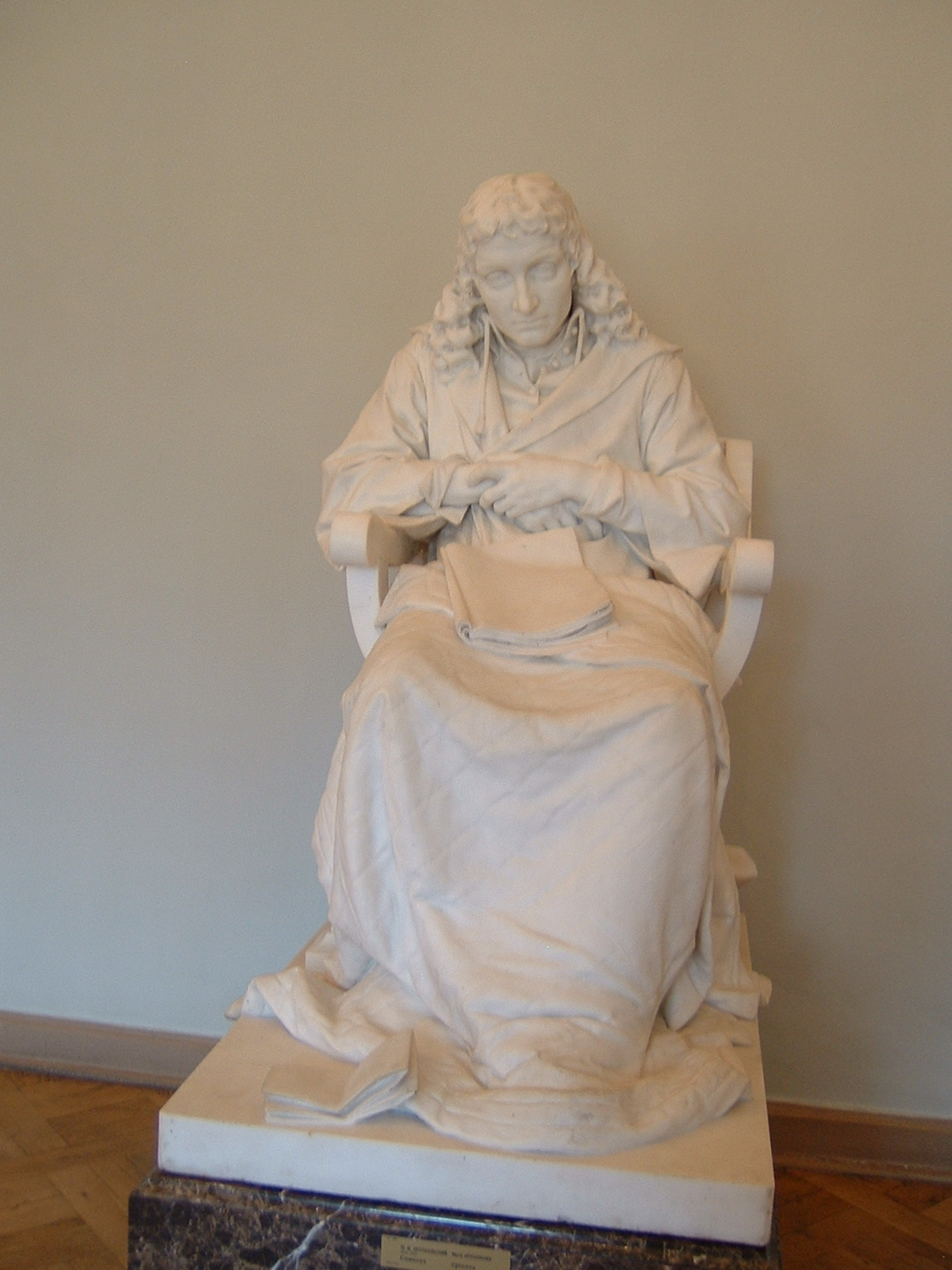
Spinoza, 1882
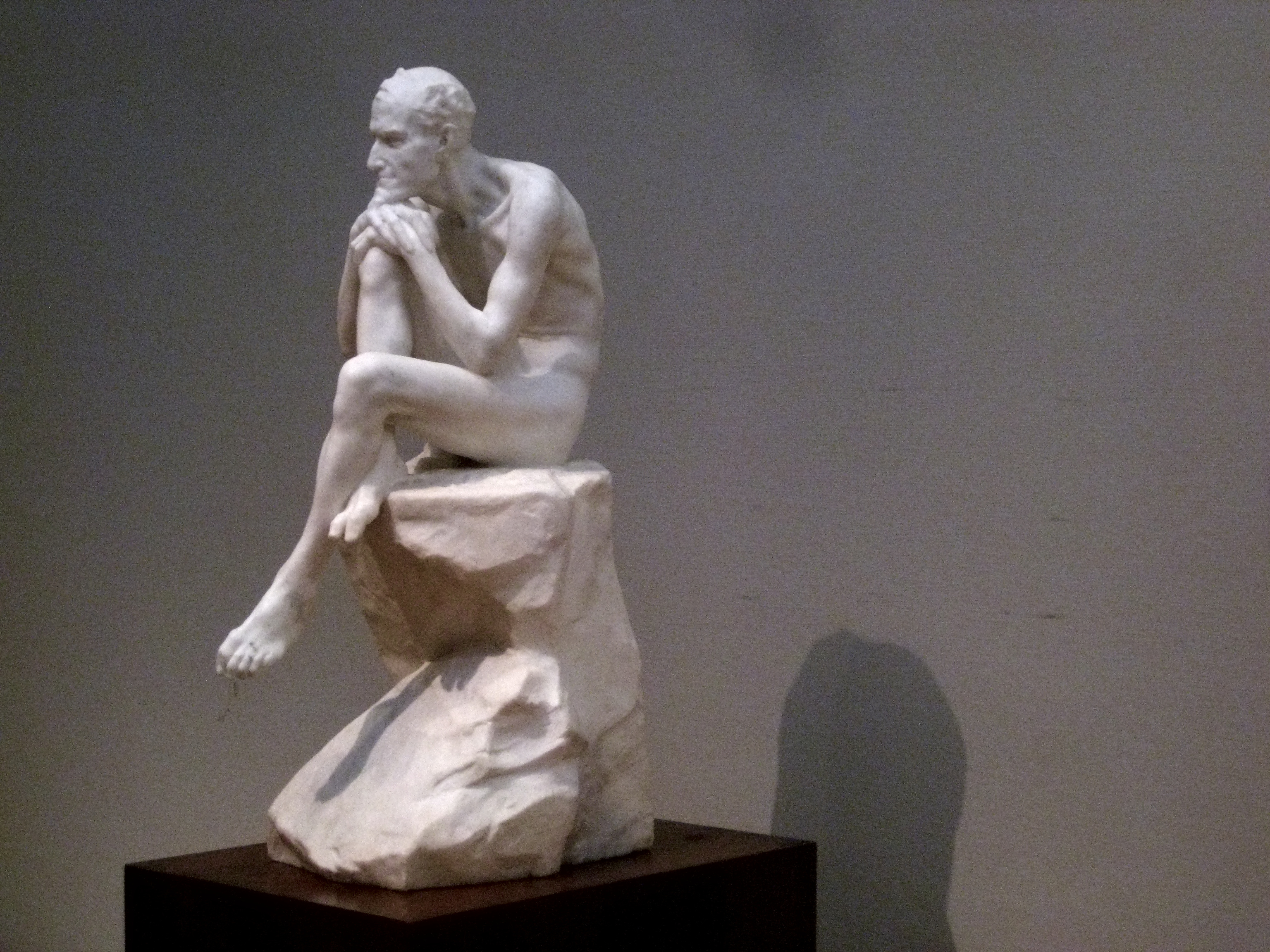
Mephistopheles, 1884
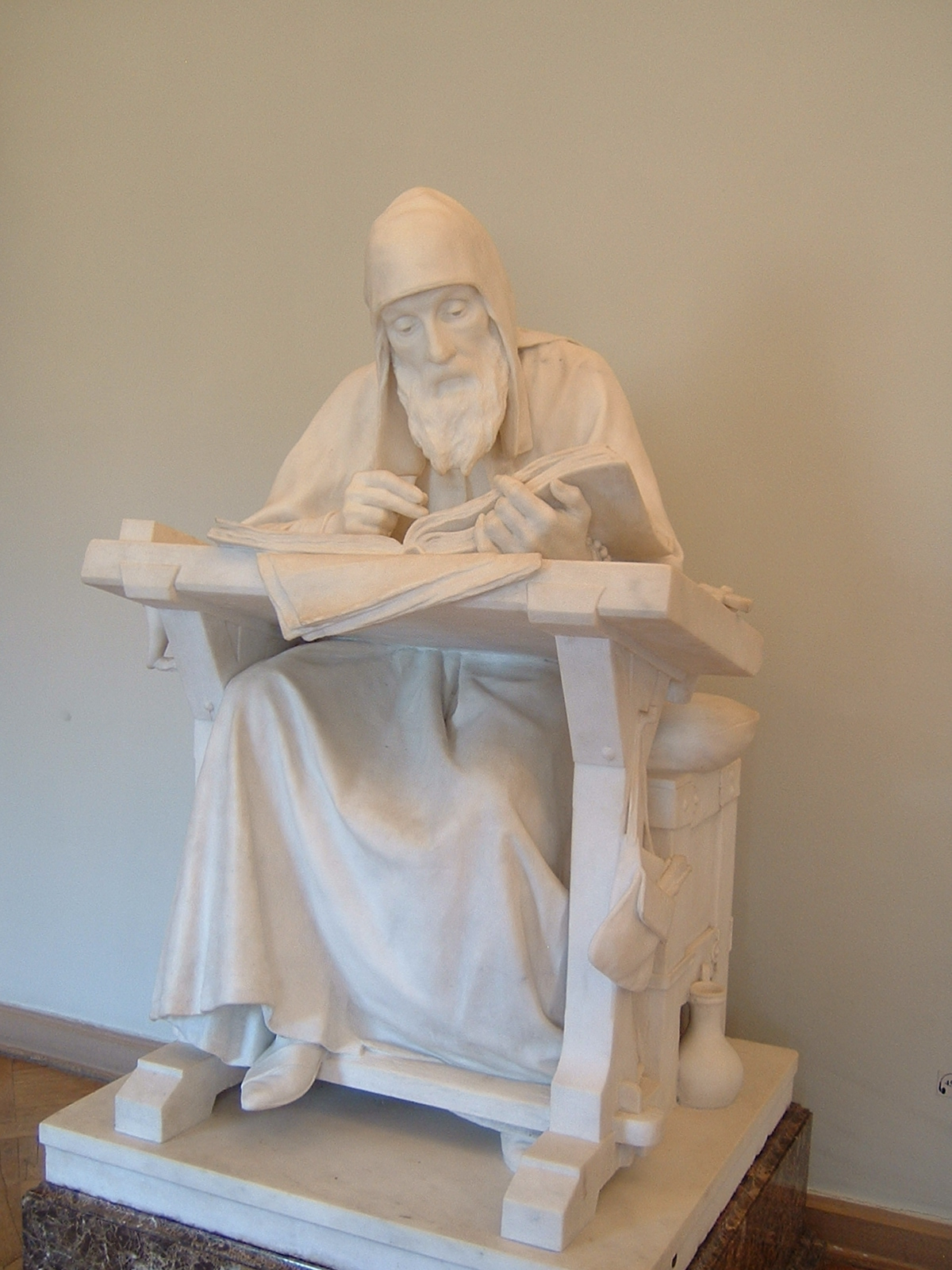
Nestor the Chronicler, 1890
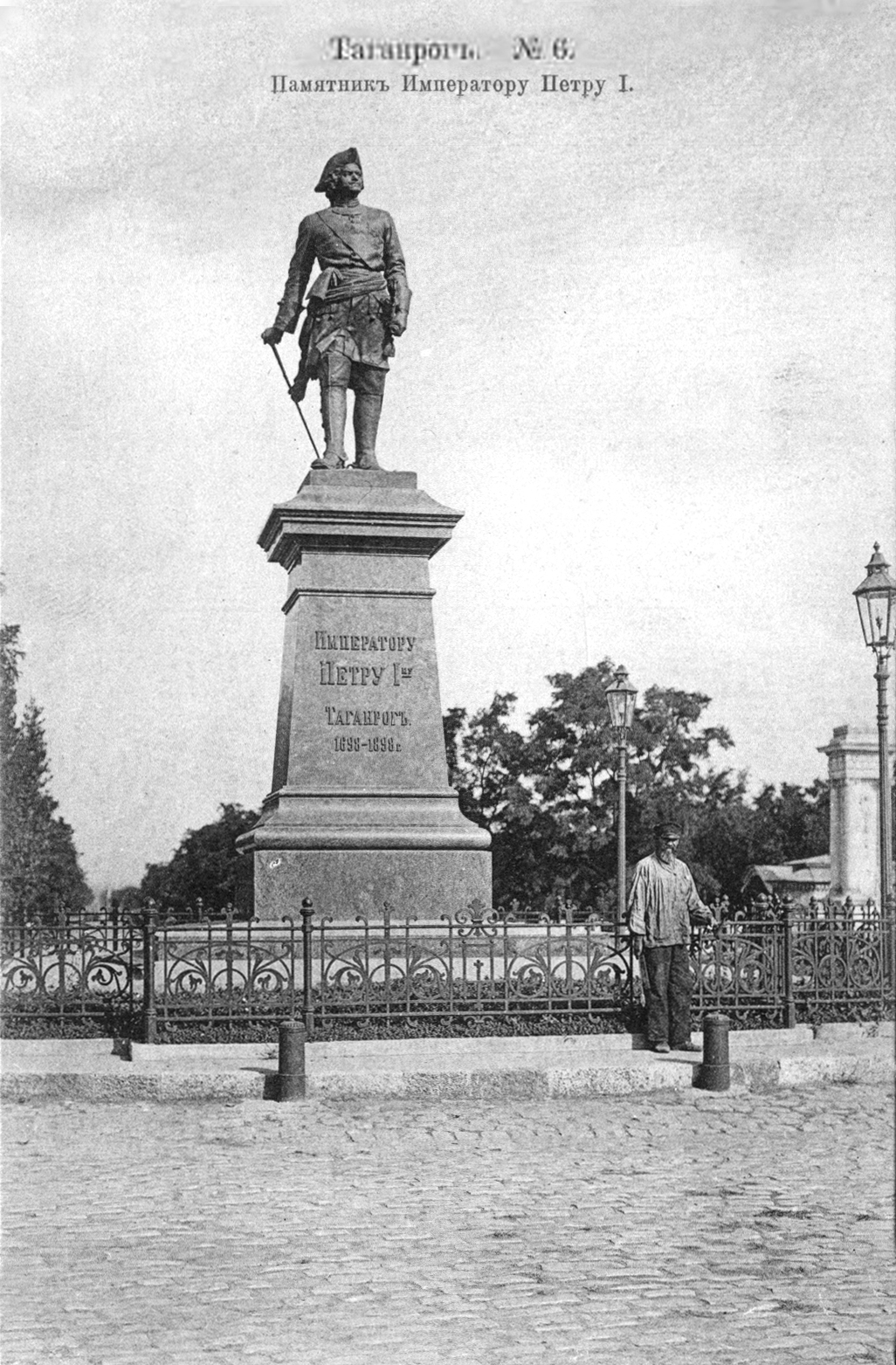
Petr I., Taganrog, 1898
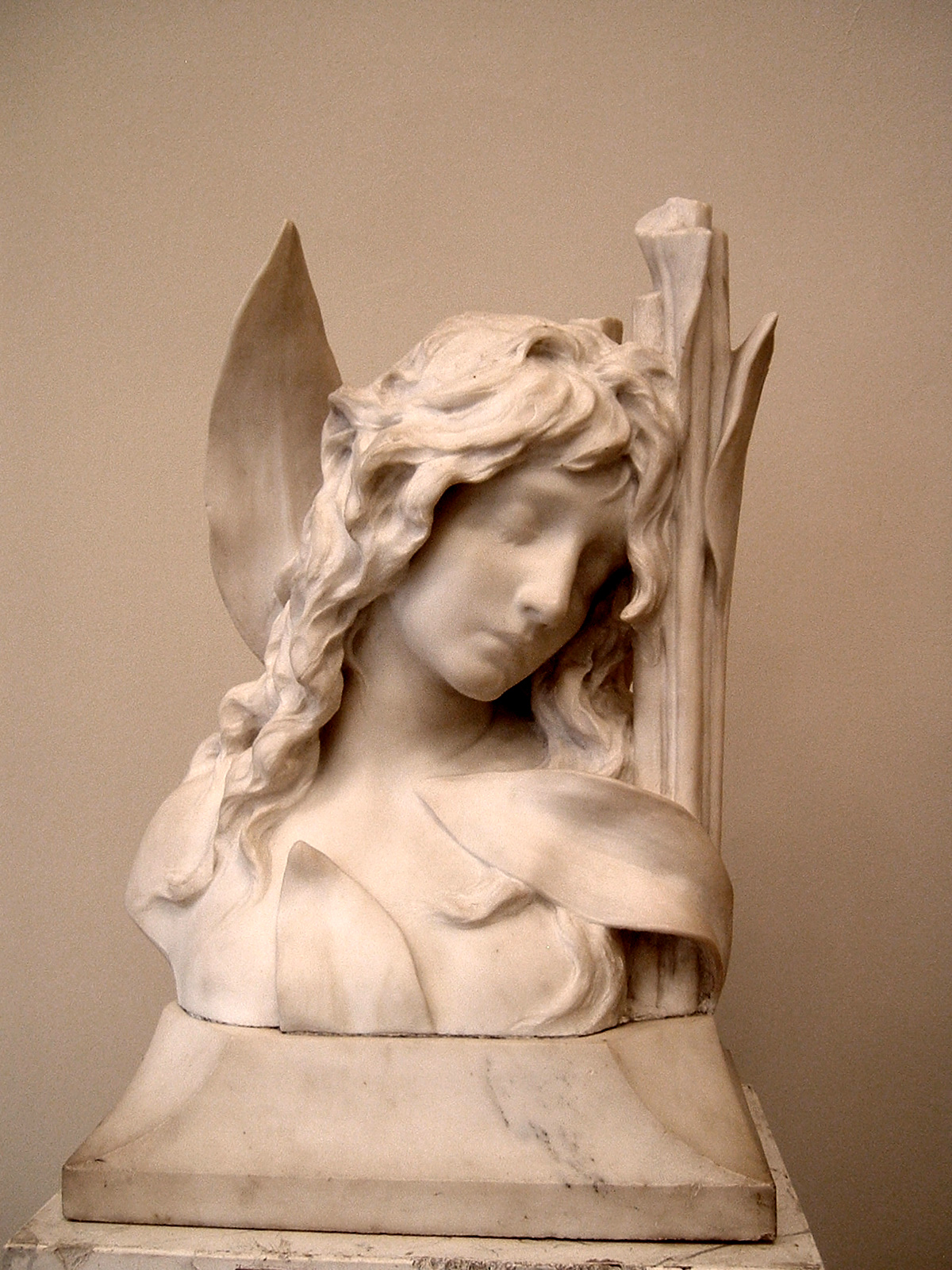
Mermaid, 1900